# Kampania (wojsko)
Kampania – w wojskowości szereg kolejnych operacji zaplanowanych i ewentualnie modyfikowanych przez naczelne dowództwo i przez nie kierowanych, służących osiągnięciu określonych celów strategicznych, inaczej określanych pośrednimi celami wojny, w wyniku czego uzyskuje się określoną zmianę układu sił i sytuacji militarno-politycznej na zadanym kierunku strategicznym czy też określonym teatrze działań wojennych i na określonym etapie wojny.

 Kampania to zespół operacji prowadzonych na teatrze działań wojennych (teatrze wojny), zgodnie z zamiarem dowództwa strategicznego (naczelnego dowódcy) i pod jego bezpośrednim kierownictwem, dla osiągnięcia określonych celów strategicznych (militarnego celu wojny).

## Charakterystyka kampanii
Pojęcie kampanii pojawiło się u zarania sztuki wojennej. Na początku było interpretowane jako wyprawa wojenna, w której osiągane są cele konfliktu. W konfliktach globalnych kampania jest interpretowana jako zespół następujących po sobie operacji.
Kampania może składać się z jednej lub kilku operacji albo bitwy strategicznej oraz przedsięwzięć pogotowia operacyjnego i przegrupowań operacyjnych. Niekiedy słowo „kampania” zastępuje się określeniem operacja strategiczna.
Franciszek Skibiński proponuje następującą  definicję kampanii: zmierzający do osiągnięcia określonego celu strategicznego cykl działań wojennych, przeprowadzanych bądź w ograniczonym okresie, bądź na określonym, samodzielnym teatrze działań wojennych. W ujęciu historycznym kampania określała zazwyczaj pewną część czy też etap wojny o dającym się wyraźnie wyodrębnić celu strategicznym. Aleksander Swieczyn określał kampanię jako kilka operacji połączonych w czasie i przestrzeni. W okresie powojennym określano ją zazwyczaj jako całokształt operacji strategicznych.
W doktrynie amerykańskiej kampania zaliczana jest do kategorii sztuki operacyjnej  jako zespół bitew i walk połączonych wspólnym zamiarem dla osiągnięcia narodowego celu strategicznego na teatrze wojny. W tej konwencji wojna w Zatoce Perskiej była kampanią broni połączonych, prowadzoną przez jednego dowódcę operacyjnego na tamtejszym teatrze wojny.
Etapy kampanii
Kampania to forma polityczno-militarnego osiągania celu wojny lub konfliktu na teatrze działań, którego złożoność ze względów politycznych i militarnych wymaga organizowania wielu etapów jego osiągania.

Zasadnicze elementy kampanii:
- tworzenie koalicji
- określenie celu i zakresu użycia sił
- tworzenie zgrupowań zadaniowych
- demonstrowanie siły (przeciwkoncentracja[a])
- prowadzenie kilku operacji (wojennej, reagowania kryzysowego lub pokojowej)
- wyprowadzenie sił z rejonu konfliktu po osiągnięciu celu militarnego
- przystąpienie przez organ polityczny do pokojowego unormowania sytuacji.

## Przykłady kampanii
W czasie II wojny światowej kampanie były prowadzone w okresie od miesiąca do kilku miesięcy siłami frontu bądź – częściej – kilku frontów na przestrzeni setek kilometrów. Przykłady kampanii:
- kampania wrześniowa 1939 (w literaturze niemieckiej nazywana kampanią polską),
- kampania norweska 1940,
- kampania francuska 1940 (w literaturze niemieckiej nazywana kampanią zachodnią),
- kampania wschodnioafrykańska 1941–1943,
- kampania włoska 1943–1945.